# 夢みる葡萄
『夢みる葡萄 〜本を読む女〜』（ゆめみるぶどう ほんをよむおんな）は、NHK総合テレビの『月曜ドラマシリーズ』で2003年9月29日から12月15日に放送された日本のテレビドラマ。連続全11回。

## 概要
作家の林真理子が自身の母親をモデルにその半生を書いた小説『本を読む女』のドラマ化作品である。主人公は本を読むことが大好きな文学少女の小川万亀（まき）。昭和のはじめから戦中・戦後の時代にかけて、本を愛し、読書を心の支えに生きた万亀の半生の物語で、主な舞台は山梨、東京、福島県相馬。なお、ドラマ化にあたり原作とは設定やストーリーが変更され、脚色されている箇所もある。
ドラマはひとりの女性の半生記であるとともに、昭和の家族（万亀の祖父母、両親、兄、3人の姉）の物語であり、親友や幼馴染たちとの青春群像劇でもある。
また、昭和史を背景としたドラマとして、当時の世相や文化を反映したエピソードが随所にみられる（流行した文学作品、児童文学雑誌『赤い鳥』、映画『天国に結ぶ恋』、ベルリンオリンピック、二・二六事件、特高警察など）。
2005年には「NHKハイビジョン・ドラマ特選」としてBSハイビジョンにて、2006年にはNHK総合テレビ「NHK名作アワー」にて再放送されている。

## スタッフ
- 原作：林真理子『本を読む女』（新潮社刊）
- 脚本：鈴木聡
- 音楽：渡辺俊幸
- 演奏：コンセール・レニエ管弦楽団
- テーマ曲：「夢みる葡萄〜メインテーマ」
  - 作曲：渡辺俊幸
  - ヴァイオリン演奏：二村英仁
- 撮影協力：山梨県、山梨県甲府市、山梨県勝沼町、山梨県山梨市、千葉県、茨城県
- 時代考証：小野一成、天野隆子
- 資料提供：大野佳子
- 所作指導：藤間蘭黄
- 和菓子指導：服部幸應
- トランペット指導：眞瀬良彦
- ダンス指導：二ツ森司
- 甲州ことば指導：奥山眞佐子
- メインタイトル・エンドタイトル写真撮影：佐藤真樹（写真家）
- 美術：山口類児
- 技術：住吉宏貴
- 音響効果：三谷直樹
- 記録：城島純一
- 編集：高室麻子
- デスク：六山浩一、本木一博
- 演出：大友啓史、岡田健、松浦善之助
- 制作統括・エグゼクティブプロデューサー：浅野加寿子（『あぐり』 『利家とまつ〜加賀百万石物語〜』他）

## キャスト
- 小川万亀（まき） - 菊川怜／斉藤奈々（少女時代）
- 田部末吉 - 山田純大／三浦春馬（少年時代）
- 仲川艶子 - 原沙知絵
- 小川秋次 - 的場浩司
- 小川隆吉 - 田村亮
- 小川芙美 - 涼風真世
- 小川（越智）弥生 - 星野有香
- 小川（丸山）英子 - 三浦理恵子／高畠華澄（少女時代）
- 小川朝美 - 上原さくら／鉢嶺杏奈（少女時代）
- 小川安春 - 丹波哲郎
- 小川福 - 赤木春恵
- 田部良蔵 - 松方弘樹
- 高瀬義朗 - 錦織一清
- 坂田八重子 - 小橋めぐみ
- 古屋広美 - 葛山信吾
- 田所忠三郎 - 柳沢慎吾
- 坂田洋介 - 布施明
- 小西肇 - 西岡徳馬
- 花村校長 - 東てる美
- 久三 - 森本レオ
- 小夜 - 松原智恵子
- 増田女史 - 藤田むつみ
- 新庄勇人 - 佐藤拓之
- 小林礼二 - 若林久弥
- 丸山光江 - 梅沢昌代
- 丸山浩太郎 - 比留間由哲
- 丸山道義 - 伊藤竜也
- 野中道代 - 西野妙子
- 星崎冴子 - 加賀野泉
- 三国谷房子 - 西尾まり
- 小田切校長 - 小倉馨
- 田所藍 - 尾高杏奈
- 紘子 - 能登有沙
- 国子 - 向野澪
- 寿美子 - 大谷奈那実
- 石田太郎（第8話）
- 新井量大（第9話）
- 高野八誠（第9・10話）

## サブタイトル
- 第1回 「最高の夏休み」
- 第2回 「幸福の赤い鳥」
- 第3回 「ワイン美人選考会」
- 第4回 「東京はパラダイス?」
- 第5回 「さすらいの乙女」
- 第6回 「相馬のまんかめ先生」
- 第7回 「赤い鳥逃げた」
- 第8回 「万亀のお見合い」
- 第9回 「運命の人」
- 第10回 「葡萄は兵器?」
- 第11回 「焼け跡の本屋」